# Pseudagrion jedda
Pseudagrion jedda är en trollsländeart som beskrevs av Watson och Günther Theischinger 1991. Pseudagrion jedda ingår i släktet Pseudagrion och familjen dammflicksländor. Inga underarter finns listade i Catalogue of Life.